# Zwitserse voetbalbeker 2008/09
De Zwitserse voetbalbeker 2008/09 (Duits: Schweizer Cup 2008/09) werd gespeeld van 20 september 2008 tot 20 mei 2009. Het was de 84ste editie van dit voetbalbekertoernooi. FC Basel was de titelhouder.

## Deelnemende teams
| Axpo Super League                                                                                              | Challenge League | 1. Liga | 2. Liga Interregional (deelnemer moet zich kwalificeren) | 2. Liga Regional (deelnemer moet zich kwalificeren) | 3. Liga (deelnemer moet zich kwalificeren) |
| --- | --- | ------- | -------------------------------------------------------- | --- | ------------------------------------------ |
| FC Aarau FC Basel AC Bellinzona Grasshoppers Zürich FC Luzern Neuchâtel Xamax FC Sion BSC Young Boys FC Zürich | FC Biel-Bienne FC Concordia Basel FC Gossau FC La Chaux-de-Fonds FC Lausanne-Sport FC Locarno FC Lugano FC St. Gallen FC Schaffhausen Servette FC Genève Stade Nyonnais FC Thun FC Wil FC Winterthur FC Wohlen Yverdon-Sport FC |         | SC Binningen FC Ibach FC Plan-les-Ouates FC Thalwil      | FC Amriswil Le Locle Sports I FC Oerlikon/Polizei ZH 1 FC Plaffeien I FC La Sarraz-Eclépens FC Saxon Sports FC Wacker Grenchen FC Widnau FC Allmendingen FC Tavannes/Tramelan FC Windisch | AC Vallemaggia                             |

## Eerste ronde
| Datum    | Aftrap | Thuisteam                    | Gast                    | Resultaat               |
| -------- | ------ | ---------------------------- | ----------------------- | ----------------------- |
| 19-09-08 | 20:00  | FC Grand-Lancy               | FC Lausanne-Sport       | 0 - 3                   |
| 19-09-08 | 20:00  | FC Sursee                    | FC Wohlen               | 0 - 2                   |
| 19-09-08 | 20:15  | Racing Club Genève           | FC Echallens            | 1 - 2                   |
| 19-09-08 | 20:30  | FC Windisch                  | FC Thun                 | 1 - 5                   |
| 20-09-08 | 15:00  | Le Locle Sports 1            | Yverdon-Sport FC        | 0 - 7                   |
| 20-09-08 | 15:00  | SC Binningen                 | FC Aarau                | 2-6                     |
| 20-09-08 | 16:00  | FC Oerlikon/Polizei Zürich 1 | AC Bellinzona           | 1 - 5                   |
| 20-09-08 | 16:00  | FC Allmendingen              | SC Zofingen             | 0 - 2                   |
| 20-09-08 | 16:00  | FC Wacker Grenchen           | FC Alle                 | gestaakt                |
| 20-09-08 | 16:00  | FC Amriswil                  | FC Schaffhausen         | 0 - 0 nV (2 - 4 na pen) |
| 20-09-08 | 16:00  | FC Seefeld Zürich            | FC Winterthur           | 0 - 0 nV (3 - 2 Na pen) |
| 20-09-08 | 16:00  | FC Thalwil                   | FC Gossau               | 1 - 3                   |
| 20-09-08 | 17:00  | FC Bavois                    | FC Baulmes              | 3 - 1                   |
| 20-09-08 | 17:00  | CS Chênois                   | ES FC Malley LS         | 1 - 3                   |
| 20-09-08 | 17:00  | FC Bazenheid                 | FC St. Gallen           | 0 - 2 nV                |
| 20-09-08 | 17:00  | FC Kreuzlingen               | FC Locarno              | 1 - 3                   |
| 20-09-08 | 17:00  | SC Brühl St. Gallen          | Grasshopper-Club Zürich | 0 - 5                   |
| 20-09-08 | 17:30  | FC Le Mont Lausanne          | Stade Nyonnais          | 2 -0                    |
| 20-09-08 | 18:00  | FC Liestal                   | FC Concordia Basel      | 0 - 3                   |
| 20-09-08 | 18:00  | FC Schötz                    | FC Basel                | 0 - 1                   |
| 20-09-08 | 18:00  | FC Bassersdorf 1             | SV Höngg ZH             | 0 - 2                   |
| 20-09-08 | 18:15  | FC Tavannes/Tramelan 1       | FC Bulle                | 0 : 2                   |
| 20-09-08 | 19:00  | FC Saxon-Sports              | Neuchâtel Xamax         | 0 - 2                   |
| 20-09-08 | 19:30  | Etoile-Carouge GE            | FC Sion                 | 0 - 5                   |
| 20-09-08 | 19:30  | FC Grenchen                  | FC Biel-Bienne          | 3 - 2 nV                |
| 21-09-08 | 14:00  | FC Widnau                    | FC Zürich               | 0 - 6                   |
| 21-09-08 | 14:30  | FC Ibach                     | BSC Young Boys Bern     | 0 - 6                   |
| 21-09-08 | 15:00  | FC La Sarraz-Ecléplens       | Servette FC Genève      | 1 - 6                   |
| 21-09-08 | 15:00  | FC Plaffeien 1               | FC Luzern               | 0 - 3                   |
| 21-09-08 | 15:00  | GC Biaschesi                 | FC Wil 1900             | 0 - 1                   |
| 21-09-08 | 16:00  | FC Plan-les-Ouates           | FC La Chaux-de-Fonds    | 0 -3                    |
| 21-09-08 | 16:00  | AC Vallemaggia               | FC Lugano               | 0 - 5                   |

## Tweede ronde
| Datum    | Tijd  | Thuis             | Uit                  | Resultaat |
| -------- | ----- | ----------------- | -------------------- | --------- |
| 17-10-08 | 20:00 | Bulle             | FC Basel             | 1-4       |
| 18-10-08 | 14:30 | SV Höngg          | FC Wil               | 0-3       |
| 18-10-08 | 15:00 | FC Seefeld ZH     | FC Gossau            | 1-3       |
| 18-10-08 | 17:00 | SC Zofingen       | AC Bellinzona        | 2-3       |
| 18-10-08 | 17:30 | Concordia Basel   | Servette FC Genève   | 3-1       |
| 18-10-08 | 17:30 | Yverdon Sports    | FC La Chaux-de-Fonds | 1-2       |
| 18-10-08 | 17:30 | FC Lausanne-Sport | Neuchâtel Xamax      | 1-2       |
| 18-10-08 | 17:30 | FC Wohlen         | Grasshoppers Zürich  | 2-3       |
| 18-10-08 | 18:00 | FC St. Gallen     | FC Aarau             | 2-0       |
| 18-10-08 | 20:00 | ES FC Malley LS   | FC Echallens         | 3-2       |
| 19-10-08 | 14:30 | FC Grenchen       | FC Luzern            | 0-3       |
| 19-10-08 | 14:30 | FC Schaffhausen   | FC Zürich            | 0-1 n.v.  |
| 19-10-08 | 15:00 | FC Bavois         | FC Thun              | 0-1       |
| 19-10-08 | 15:00 | FC Le Mont LS     | FC Sion              | 2-5       |
| 19-10-08 | 15:00 | FC Locarno        | FC Lugano            | 3-1       |
| 29-10-08 | 19:00 | FC Alle           | BSC Young Boys       | 0-5       |

## Laatste 16
| Datum    | Tijd  | Thuis                   | Uit                | Resultaat  |
| -------- | ----- | ----------------------- | ------------------ | ---------- |
| 22-11-08 | 17:30 | FC Concordia BS         | Neuchâtel Xamax FC | 4-0        |
| 22-11-08 | 18:00 | FC Thun                 | FC Basel           | 0-4        |
| 22-11-08 | 18:00 | FC St. Gallen           | FC Locarno         | 2-0        |
| 23-11-08 | 14:30 | Grasshopper Club Zürich | AC Bellinzona      | 2-1        |
| 23-11-08 | 14:30 | FC La Chaux-de-Fonds    | FC Luzern          | uitgesteld |
| 23-11-08 | 14:30 | ES FC Malley LS         | FC Sion            | 0-1        |
| 23-11-08 | 14:30 | FC Wil                  | FC Zürich          | 0-1        |
| 23-11-08 | 14:30 | FC Gossau               | BSC Young Boys     | Uitgesteld |

## Kwartfinale
| Datum    | Tijd  | Thuis           | Gast                | Resultaat |
| -------- | ----- | --------------- | ------------------- | --------- |
| 04-03-09 | 20:15 | BSC Young Boys  | Grasshoppers Zürich | 3-0       |
| 17-03-09 | 20:15 | FC St. Gallen   | FC Sion             | 1:2       |
| 18-03-09 | 19:30 | Concordia Basel | FC Luzern           | 0-2       |
| 18-03-09 | 20:15 | FC Zürich       | FC Basel            | 0-1       |

## Halve finale
| Datum    | Tijd  | Thuis          | Gast     | Resultaat   |
| -------- | ----- | -------------- | -------- | ----------- |
| 16-04-09 | 20:15 | BSC Young Boys | FC Basel | 0-0 , 3-2 p |
| 13-04-09 | 20:15 | FC Luzern      | FC Sion  | 1-1, 2-4 p  |

## Finale
| Teams   | BSC Young Boys - FC Sion |
| Uitslag | 2-3                      |
| Datum   | 20 mei 2009              |
| Stadion | Stade de Suisse, Bern    |